# Tidningsföreningen Norrskensflamman
Tidningsföreningen Norrskensflamman är en ekonomisk förening med säte i Stockholm som ger ut tidningen Flamman (som tidigare hette Norrskensflamman). Tidningsföreningens styrelseordförande är Mats Einarsson.